# FK Grafičar Podgorica
FK Grafičar (crnogorski: ФК Графичар) bio je nogometni klub iz Podgorice, glavnog grada Crne Gore. Osnovan 1948. godine, klub je 23. rujna 2019. brisan s popisa sportskih organizacija, a članstvo u Nogometnom savezu Crne Gore prestalo mu je 13. prosinca 2019. godine.

## O klubu
Nastao je 1948. godine u Nikšiću, kao klub djelatnika lista "Pobjeda", a potom se preselio u Podgoricu. Najveći rival bila je FK Ribnica Konik. Za vrijeme Jugoslavije, 10 sezona, 1971./72. – 1977./78. i 1986./87. – 1988./89., Grafičar je igrao u Crnogorskoj republičkoj ligi (treći/četvrti rang SFRJ).

Tijekom sezone 2016./17. klub je istupio iz Druge lige Crne Gore.

## Stadion
FK Grafičar svoje je domaće utakmice igrao na Kampu FSCG. Ranije je tim imao svoj stadion (Stadion na Starom Aerodromu), ali je 2007. godine, nakon proširenja kvartovskih zgrada, teren srušen i klub se preselio u Kamp FSCG.

## Vanjske poveznice
- Profil na srbijasport.net